# NGC 6029
NGC 6029 (również PGC 56756) – zwarta galaktyka (C), znajdująca się w gwiazdozbiorze Węża. Odkrył ją Albert Marth 2 czerwca 1864 roku. Jest to galaktyka z aktywnym jądrem.